# 지산중학교 (경기)
자산중학교(芝山中學校)는 대한민국 경기도 파주시 와동동에 있는 공립 중학교이다.

## 학교 연혁
- 2002년 1월 14일 : 지산중학교 설립인가(36학급)
- 2002년 3월 1일 : 초대 오세환 교장 취임
- 2002년 3월 4일 : 지산중 개교, 신입생 11학급(363명 입학)
- 2002년 5월 6일 : 개교기념일
- 2003년 2월 14일 : 제1회 졸업식(54명)
- 2024년 1월 5일 : 제22회 졸업식(349명, 연인원 7,637명)
- 2024년 3월 4일 : 신입생 10학급(352명 입학)
- 2024년 3월 4일 : 제7대 조은영 교장 취임

## 참고 자료
- 지산중학교 - 한국교육학술정보원 학교알리미